# Иктиобусы
Иктиобусы, или буффало (лат. Ictiobus) — род пресноводных лучепёрых рыб семейства чукучановых. В состав рода включают пять видов:
- Ictiobus bubalus (Rafinesque, 1818) — Малоротый буффало
- Ictiobus cyprinellus (Valenciennes, 1844) — Большеротый буффало
- Ictiobus labiosus (Meek, 1904)
- Ictiobus meridionalis (Günther, 1868)
- Ictiobus niger (Rafinesque, 1819) — Чёрный буффало

Родина иктиобусов — реки и озёра бассейнов Миссисипи (США) и Саскачевана (южная Канада). Человеком расселены по многим водоёмам как объект рыборазведения, прудового рыбоводства. 